# ソ連運輸省TE3形ディーゼル機関車
TE3形ディーゼル機関車（ロシア語: ТЭ3）は、ソ連運輸通信省（МПС СССР, Министерство путей сообщения СССР）が1953年から導入した電気式ディーゼル機関車である。この項目では関連する他の形式についても記す。

## 導入までの経緯
第二次世界大戦終戦後の1947年、ソビエト連邦のハリコフ機関車工場はアメリカから輸入したDa形（Да）を基にソ連初の量産型ディーゼル機関車であるTE1形（ТЭ1）を開発し、翌1948年以降は車体を片運転台式の箱型に変更し2両編成を基本としたTE2形（ТЭ2）の量産が行われた。しかし、ソ連国内における鉄道輸送の急速な発展の中で、4ストローク機関のD50形ディーゼルエンジン（1,000 PS）を搭載したTE1形・TE2形ではその需要を満たすことは難しいとされた。そこで1947年、全ソ連鉄道運輸科学研究所は2,000PSの出力を有する貨客両用ディーゼル機関車の開発計画を提案し、科学技術委員会によって承認された。こうして開発・設計が行われたのがTE3形である。

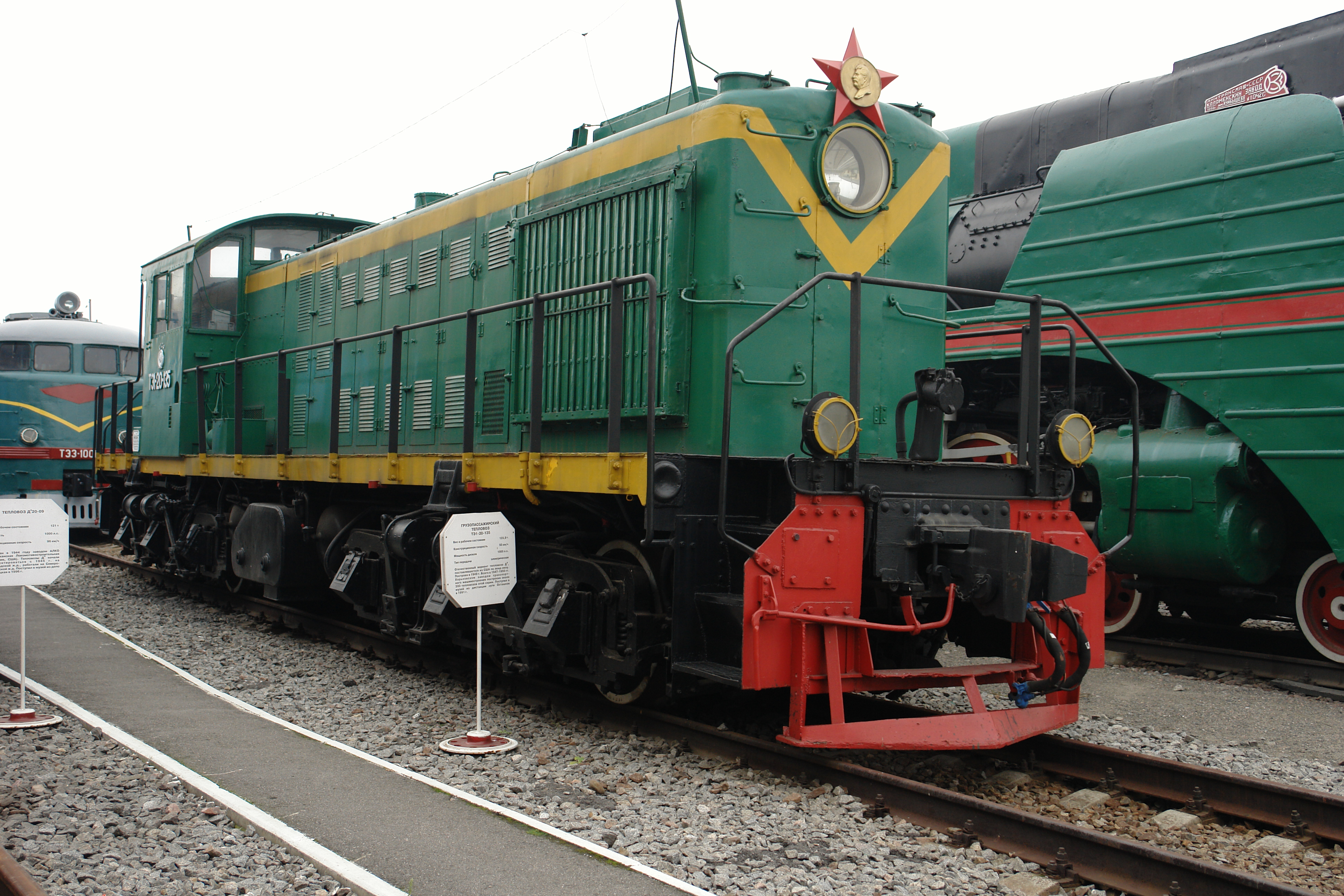
TE1形（TE1-20-135）
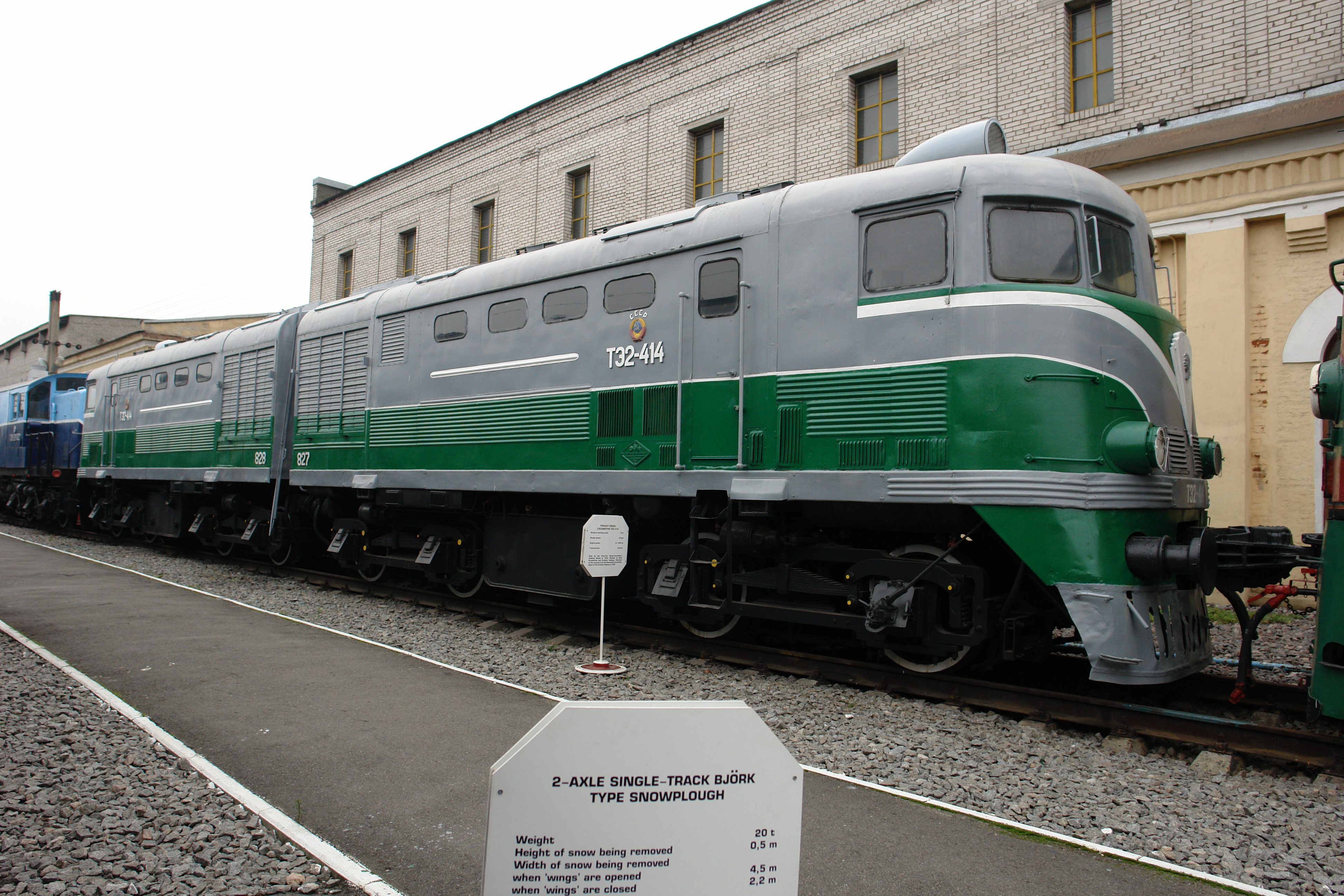
TE2形（TE2-414）

## 概要
片運転台式の流線形箱型車体を有し、2両編成での運用が基本だったが単機での使用も可能であった。車体の荷重は全て台枠に掛かる構造となっていた。1957年以降に製造された車両は、後述するTE7形に併せ前面窓の大きさが拡大した。2基設置されている台車は3軸ボギー構造で鋼製溶接構造台車枠を用い、片側平歯車を用いて駆動されていた。
エンジンとしてフェアバンクス・モースの船舶用エンジン（38D8⅛）を基に10気筒2ストローク機関エンジンである2D100形が開発された。定格回転数は850 rpm、最大出力は2,000 PSであった。このエンジンにより直流発電機であるMPT-37/99（定格出力1,350 kw）を直接駆動させ、そこから得られた電力により各台車に3基設置されている直流モーターのEDT-200（定格出力206 kw）を稼働する構造となっていた。制御装置（KV-16A-12）によりディーゼルエンジンの回転数は最低400 rpm、最高1850 rpmまで16段階で制御する事が可能であった。

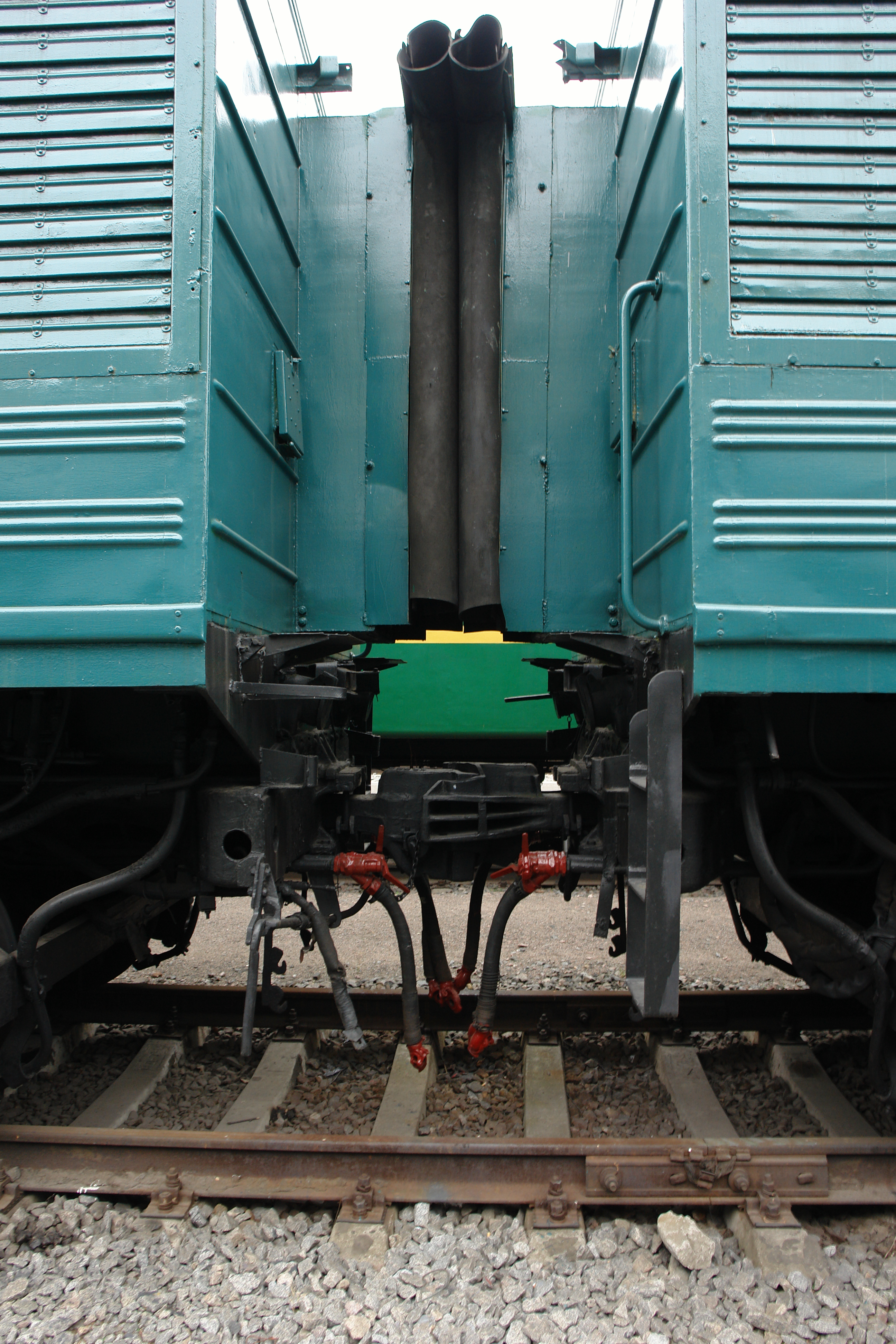
連結面 貫通扉周りにはゴム製の幌が設置されていた
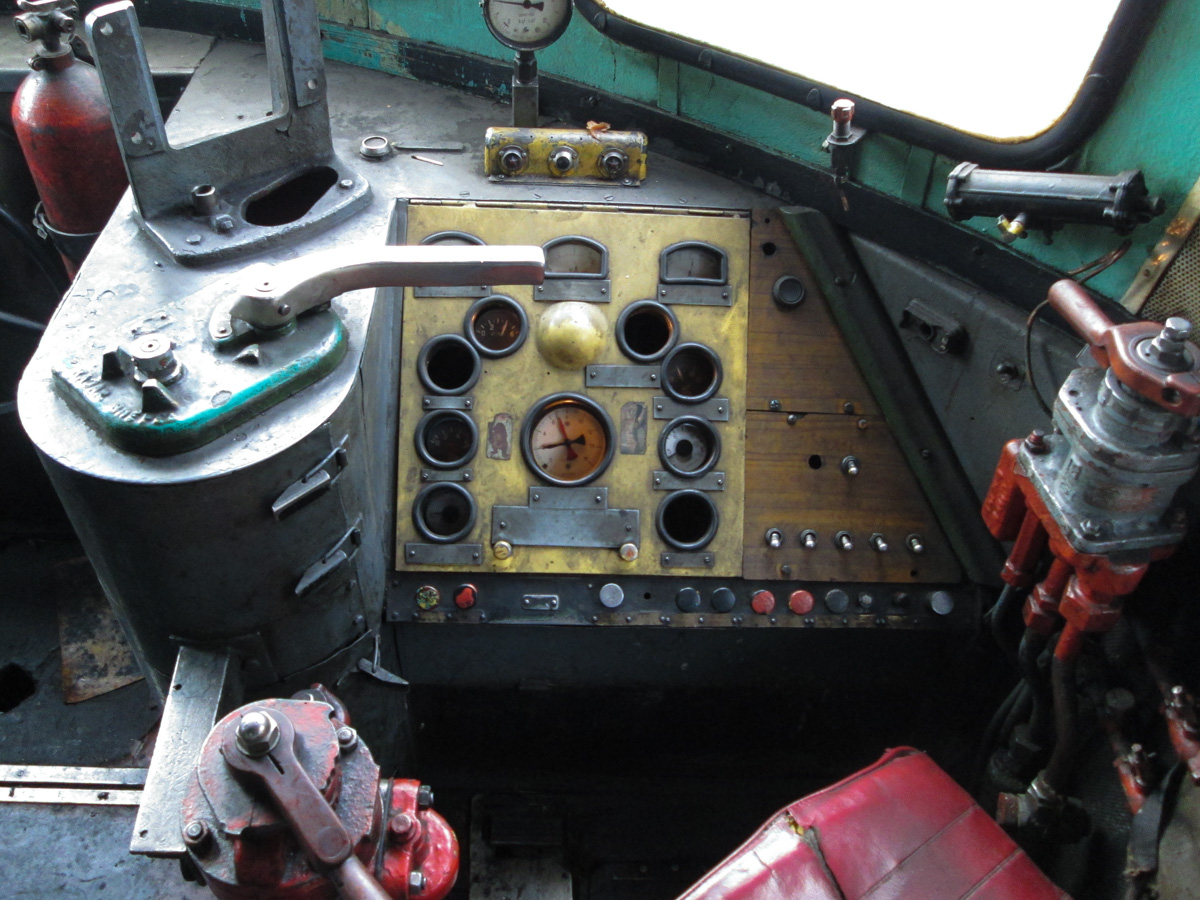
運転台（TE3-7739）
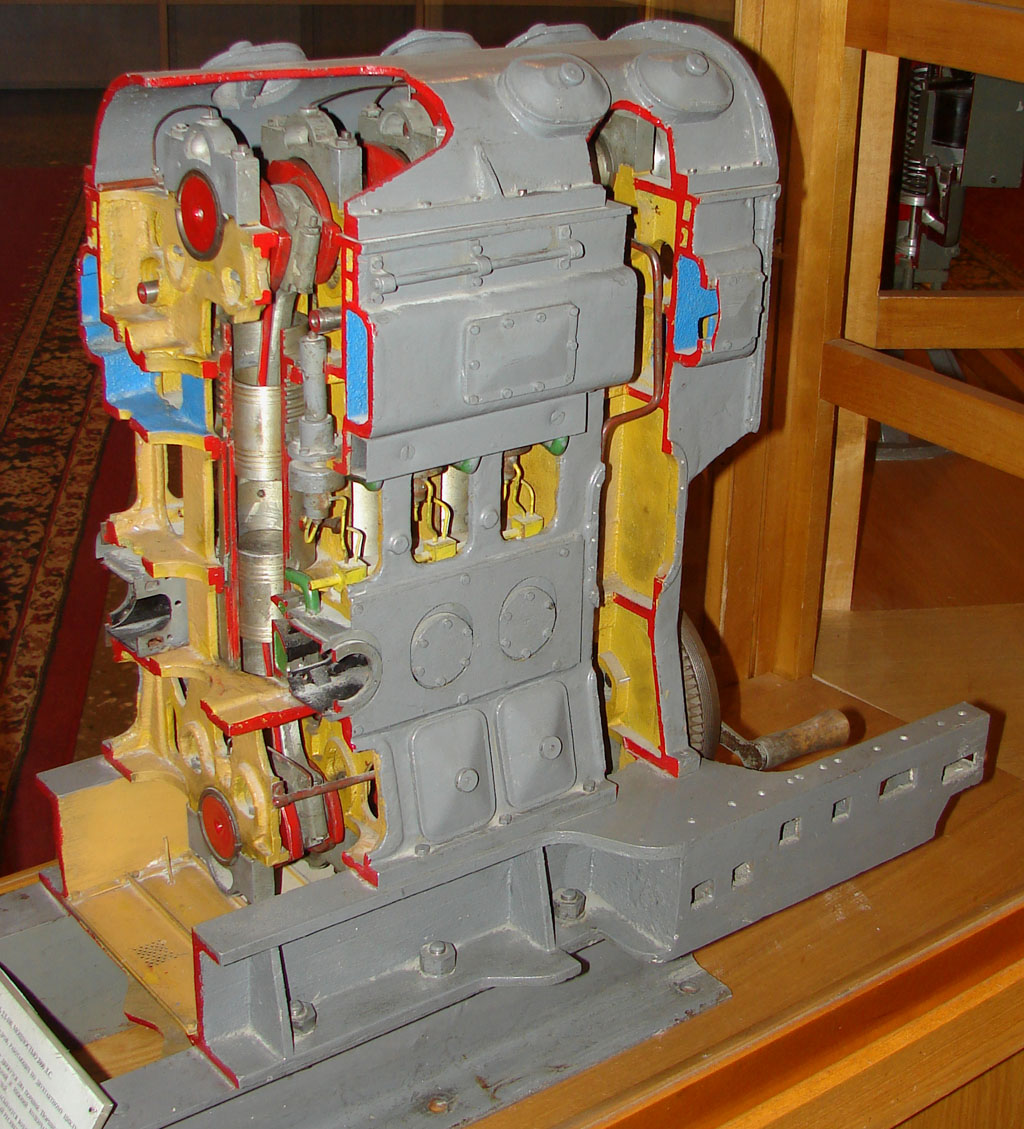
2D100形エンジンの内部構造
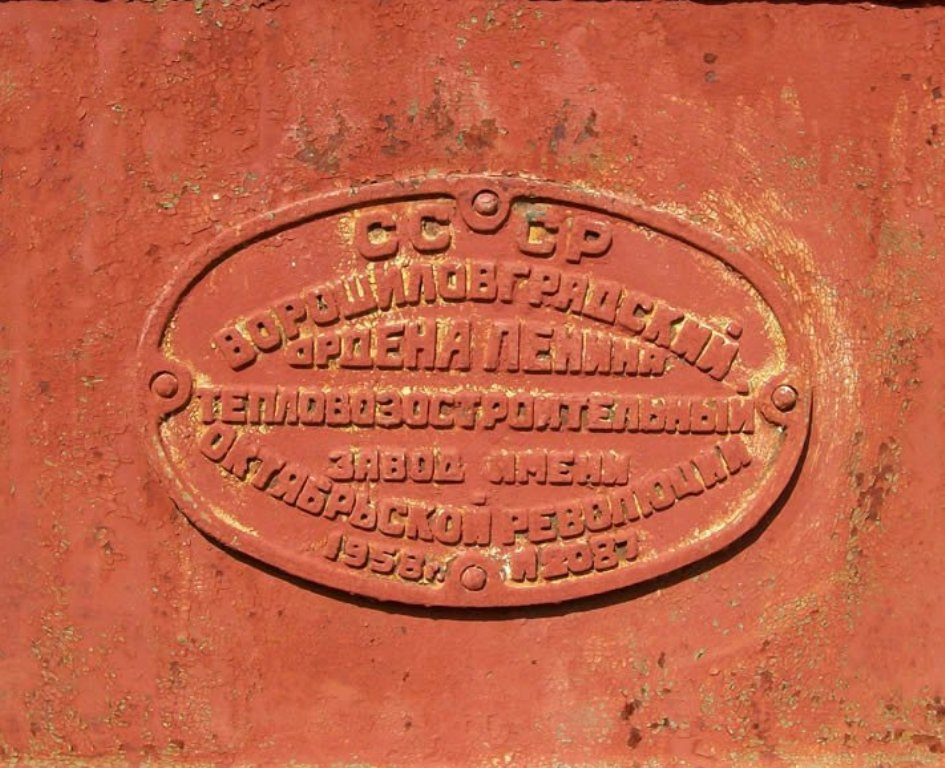
製造銘板（TE3-2087）

## 運用
最初の車両（TE3-001）はハリコフ機関車工場により1953年に落成し、翌1954年に製造されたTE3-002と共に試験が行われた後、1955年以降量産が開始された。翌1956年以降はコロムナ機関車工場やルハンシクディーゼル機関車製造工場も製造に参加した。鉄道輸送の発展に加え動力近代化の進展によりTE3形はソ連各地の鉄道路線へ向けて大量生産が行われ、1973年までに合計6,808本もの編成が生産された。なおこれらの車両は製造工場ごとに車両番号が区別されており、ハリコフ機関車工場製の車両は"001-1000"、コロムナ機関車工場製の車両は"1001-2000"、ルハンシクディーゼル機関車製造工場製の車両は"2001- "となっていた。
1976年の時点でも12.283両が在籍していたが、80年代以降は老朽化に伴いTE10M形、TE10U形などの後継車への置き換えが行われた。ただし1991年のソビエト連邦の崩壊以降もロシア連邦をはじめとする各国で少数の車両が使用されていた事が確認されている。

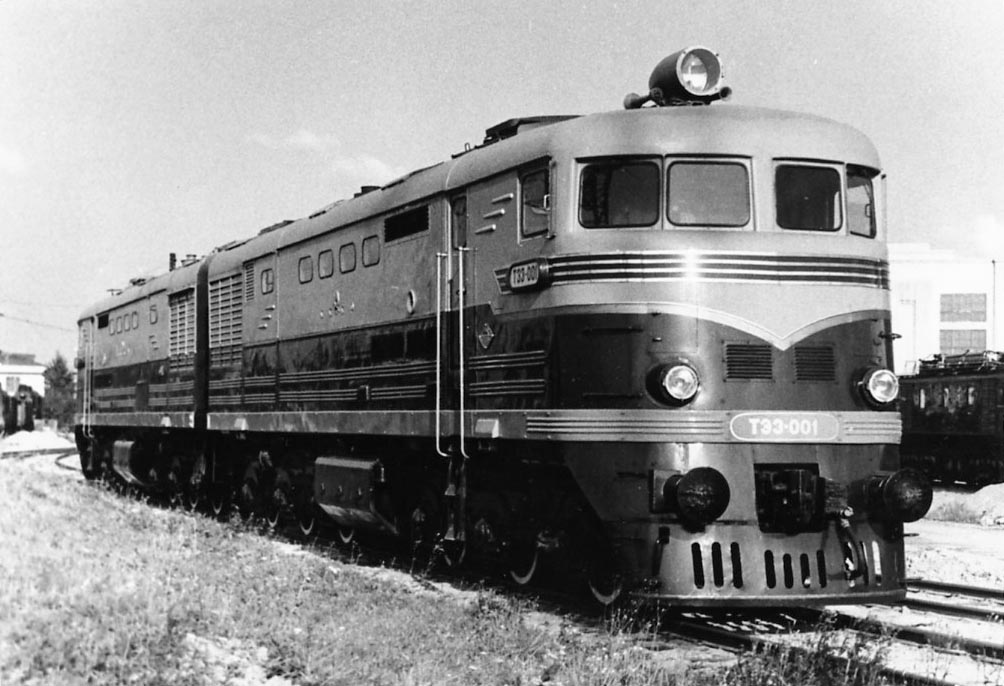
TE3-001 前面窓が後期車と比べて小さい
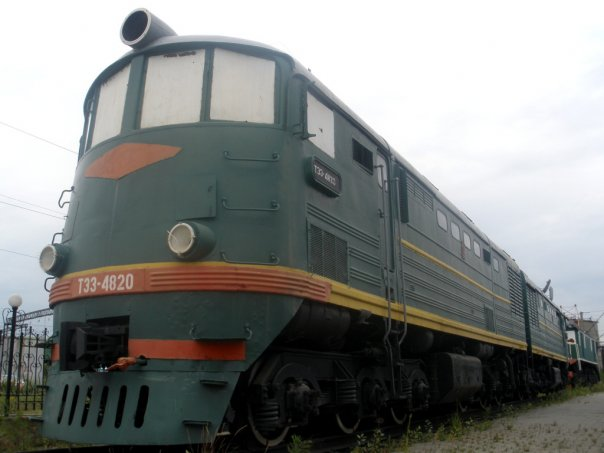
TE3-4820（静態保存）
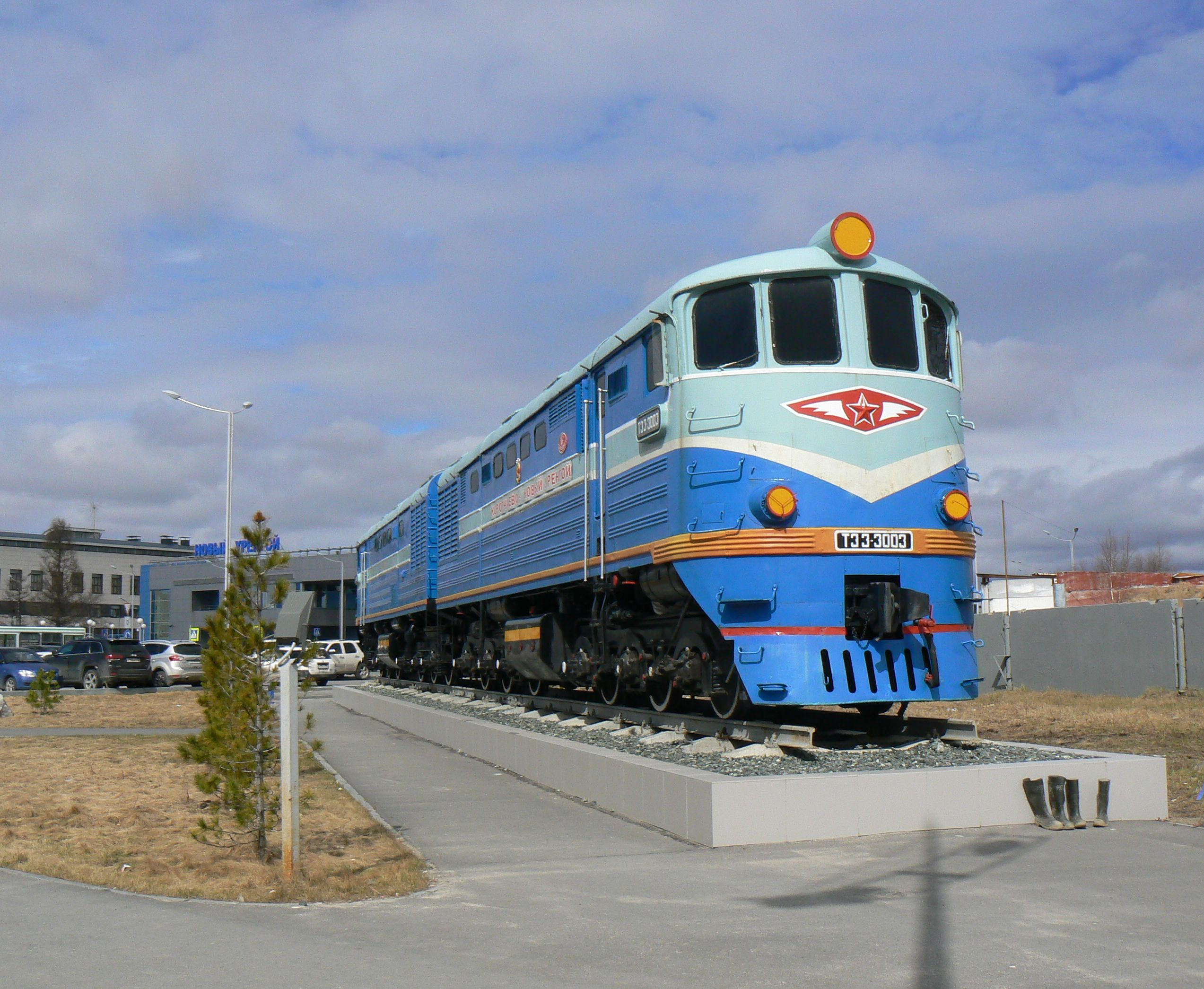
TE3-3003（静態保存）
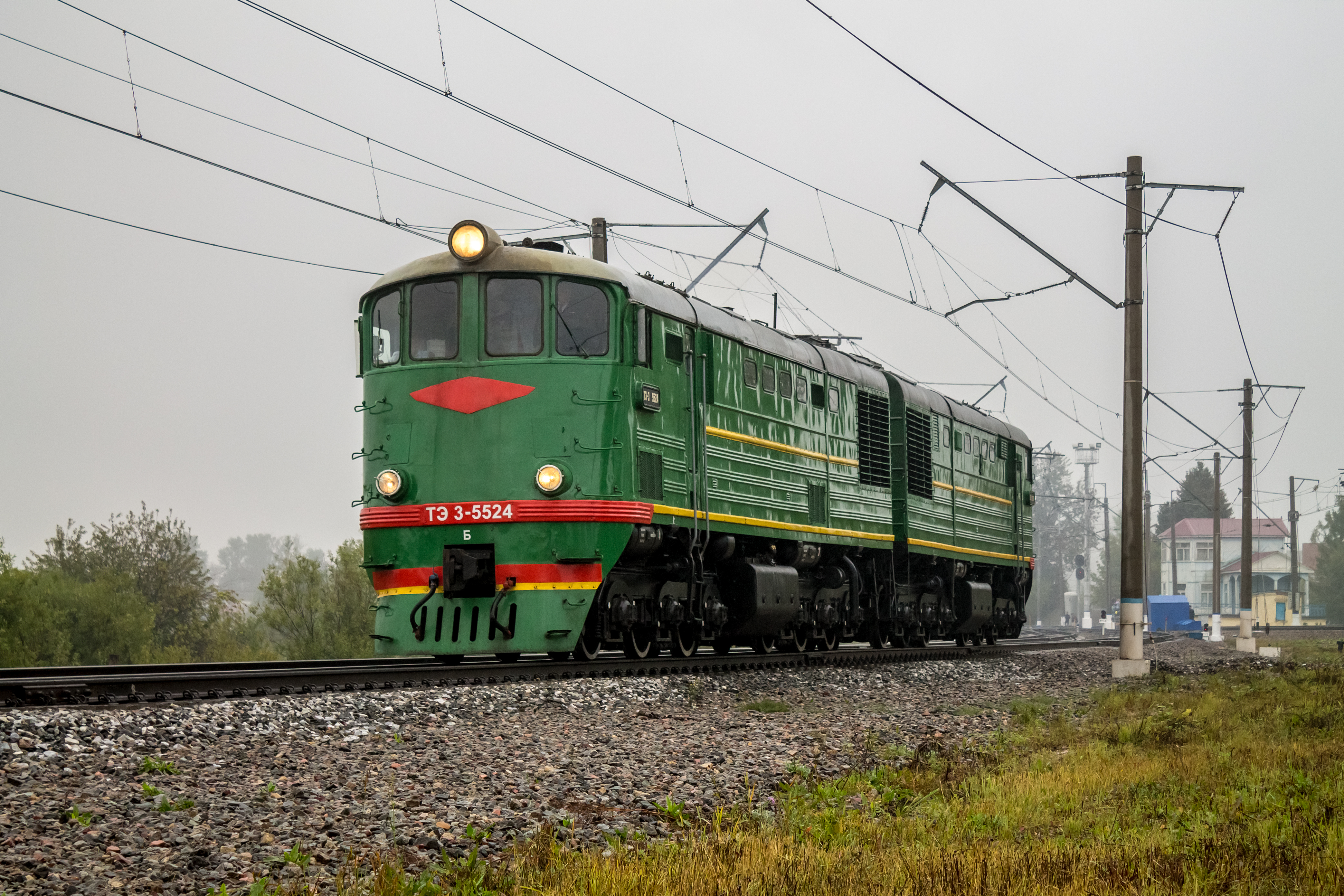
TE3-5524
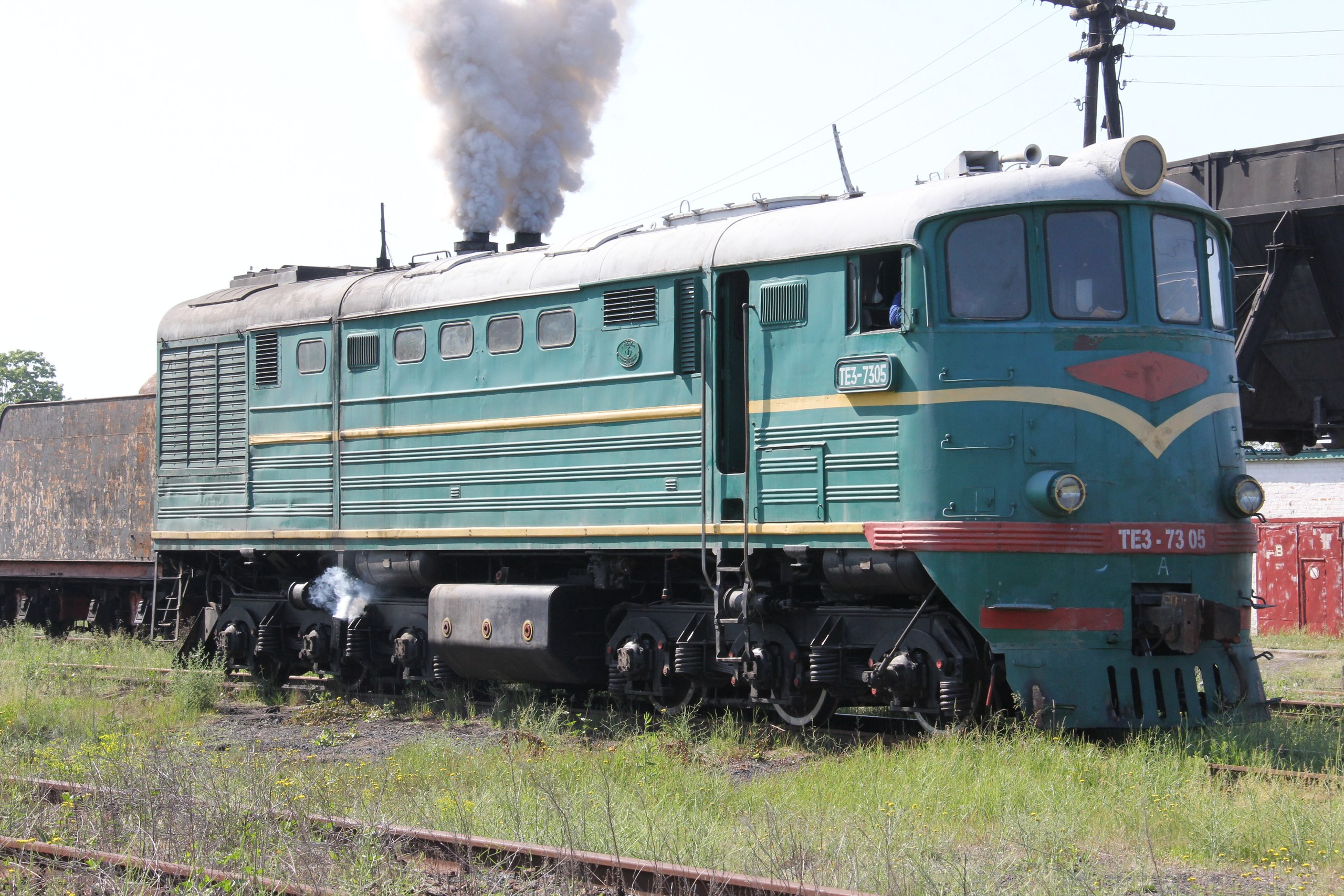
TE3-7305 単機でも走行可能であった

## 発展形式
TE3形を元に設計・製造が行われた形式は、以下のものが存在する。

### 3TE3形（3ТЭ3）
TE3形の中間に貫通扉付きの前面を持つ動力車を連結した形式。3両編成の他、前面貫通扉付き動力車を先頭にした2両編成を組む事も可能であった。1961年から1962年にかけ、輸送量の多い路線向けに37本が製造されたが、大部分は1960年代のうちにTE3形への改造が実施された。

### TE7形（ТЭ7）

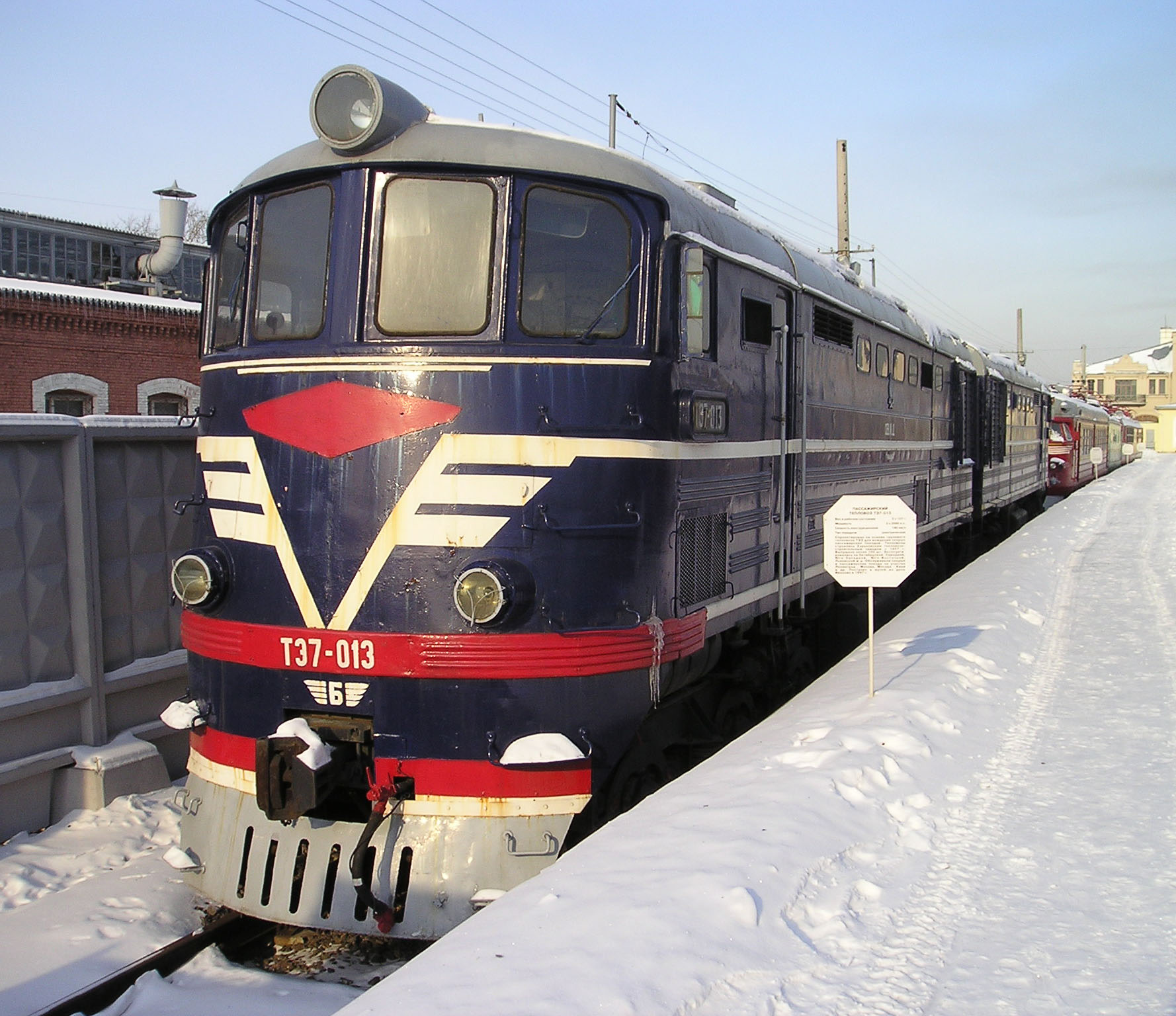
TE7-013

TE3形を基に開発された旅客用ディーゼル機関車。歯車比が2.54（66:26）に変更され、最高速度が140km/hに、平均速度が35km/hに向上した。また運転台窓が屋根方向に大きくなっており、以降製造されたTE3形も同様のデザインに変更された。
1956年にハリコフ機関車工場で最初の車両が製造された後、翌1957年から営業運転を開始し、ルハンシクディーゼル機関車工場製車両も含め1964年までに2両編成85本が導入された。モスクワ - レニングラード、モスクワ　- キエフ間など主要幹線の旅客列車牽引に用いられ、それらの路線が電化されて以降は現在のウクライナやベラルーシにあたる地域へ転属した。2019年現在、TE7-013が十月鉄道博物館に保存されている。

### TE3L形（ТЭ3Л）
1959年・1960年にかけて発行されたTE3形の近代化計画に関する決議に伴い製造された形式。それまで使用されていた2D100形10気筒エンジンよりも4.5 t軽量の6D100形8気筒エンジンが採用され、車体も前面2枚窓のデザインへ変更された。当初はTE20形（ТЭ20）と言う形式名で計画が進められていた。
1961年に2両編成6本が製造されたが実際に使用されたのは2本（TE3L-001、TE3L-002）のみであり、より強力な出力を有するディーゼル機関車の量産に着手した事によりそれ以上の増備は行われなかった。双方とも1968年に営業運転から退いている。

### TE3M形（ТЭ3м）
1960年11月5日、コスト削減のためルハーンスク機関車工場で製造するディーゼル機関車の設計や形式を極力統一すると言うソビエト連邦閣僚会議議長決議第1200号が発行された。それに基づき、1962年に主要機器のうち80％をTE3形と統一させた2TE10L形（2ТЭ10Л）が落成したが、それに併せてTE3形側も車体などの設計を統一させる事となった。その計画に基づき1964年に製造されたのが、2TE10L形と同一の車体を持つTE3M形であった。
2両編成2本が製造されたが営業運転に就いたのは1本（TE3M-001）のみで、1979年に廃車された。

### PTE3形（ПТЭ3）
バイコヌール宇宙基地内にある専用鉄道向けに、1966年もしくは1967年に製造された形式。宇宙基地内には大型のミサイルやロケットを輸送するため平行に敷かれた2本の線路があり、それぞれの線路の上に配置されたPTE3形には10km/hの速度で同時に稼働し大型輸送ユニットごと牽引する機能を有していた。ゼニットやプロトン、エネルギアなど多数のロケットを発射基地まで運んでいたが、2000年までに引退した。

### 中国国鉄巨龍型（巨龙型）

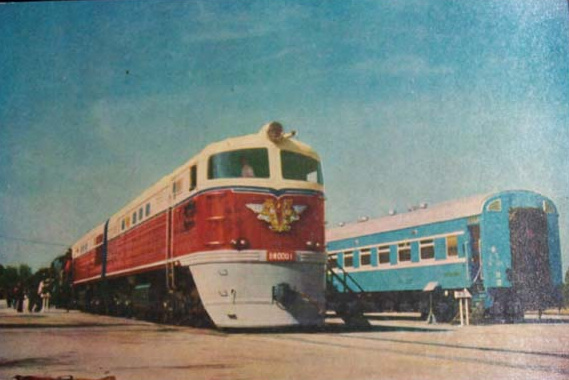
巨龍型

TE3形の設計を基に製造された、中国国鉄初の国産電気式ディーゼル機関車。エンジンはTE3形と同様2D100形を用いた。1958年以降試験運転が行われたが、中国とソ連間の対立が深刻化したことにより量産形式となった東風1型はソ連製の部品を基に中国側で設計・製造されたものが採用された。